# 阿南市立新野中学校
阿南市立新野中学校（あなんしりつ あらたのちゅうがっこう）は、徳島県阿南市新野町馬場にある公立中学校である。

## 基礎データ
全校生徒数
- 69人（平成26年度）[1]

教育目標

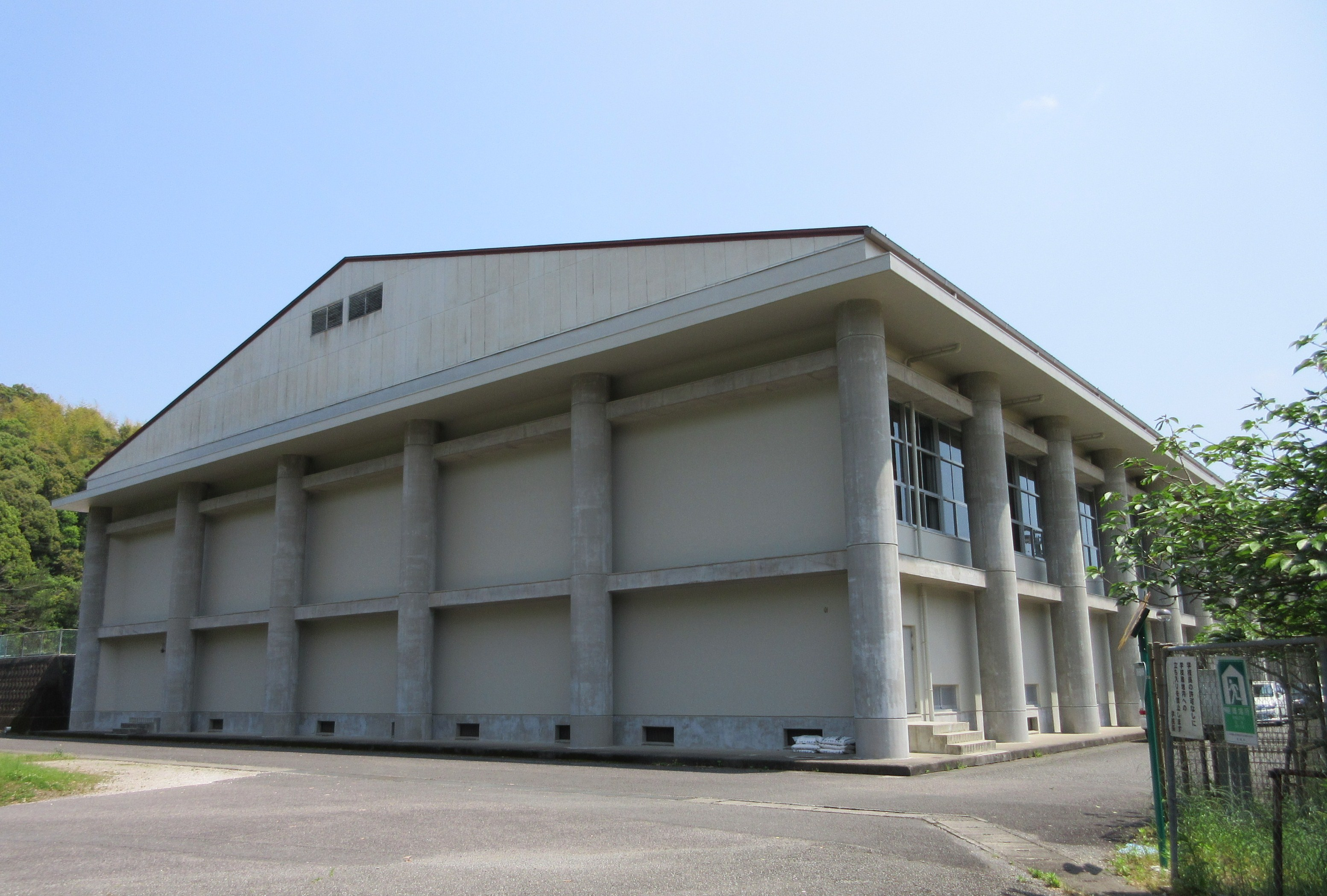

- 豊かな心をもち、たくましく生きる生徒を育てる。

## 沿革
- 1947年（昭和22年） - 創立。
- 1986年（昭和61年） - 現在地に移転。

## 校訓
- 勤勉
- 敬愛
- 自律
- 自修

## 部活動
- 野球
- サッカー
- バスケットボール（女子）
- 剣道
- バレーボール（女子）
- 箏曲
- 民芸 - 1992年（平成4年）新設。新設時に、地元人形浄瑠璃中村園太夫座（西村忠雄座長）から2体の人形を頂く。毎週火曜放課後活動日。[2]
- 駅伝
- 栽培ボランティア

## 通学区域が隣接している学校
- 阿南市立福井中学校
- 阿南市立阿南第二中学校
- 那賀町立鷲敷中学校
- 那賀町立相生中学校
- 美波町立日和佐中学校